# Оровада (Невада)
Оровада (англ. Orovada) — переписна місцевість (CDP) в США, в окрузі Гумбольдт штату Невада. Населення — 117 осіб (2020).

## Географія
Оровада розташована за координатами 41°33′39″ пн. ш. 117°46′35″ зх. д. / 41.56083° пн. ш. 117.77639° зх. д. (41.560963, -117.776273).  За даними Бюро перепису населення США в 2010 році переписна місцевість мала площу 117,32 км², уся площа — суходіл.

## Демографія
Згідно з переписом 2010 року, у переписній місцевості мешкало 155 осіб у 65 домогосподарствах у складі 44 родин. Густота населення становила 1 особа/км².  Було 96 помешкань (1/км²).
Расовий склад населення:
| - 79,4 % — білих - 0,6 % — корінних американців - 14,8 % — осіб інших рас |

До двох чи більше рас належало 5,2 %. Частка іспаномовних становила 32,3 % від усіх жителів.
За віковим діапазоном населення розподілялося таким чином: 22,6 % — особи молодші 18 років, 59,3 % — особи у віці 18—64 років, 18,1 % — особи у віці 65 років та старші. Медіана віку мешканця становила 44,1 року. На 100 осіб жіночої статі у переписній місцевості припадало 127,9 чоловіків;  на 100 жінок у віці від 18 років та старших — 126,4 чоловіків також старших 18 років.
Цивільне працевлаштоване населення становило 8 осіб. Основні галузі зайнятості: роздрібна торгівля — 100,0 %.